# 프린세스 피치 쇼타임!
《프린세스 피치 쇼타임!》는 닌텐도가 제작한 2024년 액션 게임이다. 《마리오》의 외전 작품으로 2005년 《슈퍼 프린세스 피치》 이후로 피치 공주가 단독 주인공으로 등장하는 최초의 게임이다. 닌텐도 스위치 플랫폼으로 개발돼 2024년 3월 22일 출시됐다.

## 개발 및 출시
2023년 6월 닌텐도 다이렉트에서 닌텐도는 피치 공주가 주인공으로 등장하는 《슈퍼 마리오》 외전이 개발중이며 이듬해 출시된다고 예고했다. 2023년 9월 닌텐도 다이렉트에서 피치를 돕는 요정 스텔라, 악당역 그레이프 극단, 여러 변신모습 등 추가정보를 공개했으며 발매일이 2024년 3월 22일이라 밝혔다.
대한민국에서 실물 조기구매시 퍼즐, 파우치같은 특전을 제공했다.

## 반응
《프린세스 피치 쇼타임!》은 리뷰 애그리게이터 웹사이트 메타크리틱에서 74/100점을 기록해 "복합적 및 평균적인 평가"를 받았다.

## 참조

### 주해
1. ↑  영어: Princess Peach: Showtime!, 일본어: プリンセスピーチ Showtime!